# Mandevilla hirsuta
Mandevilla hirsuta är en oleanderväxtart som först beskrevs av Richard, och fick sitt nu gällande namn av Gustaf Oskar Andersson Malme. Mandevilla hirsuta ingår i släktet Mandevilla och familjen oleanderväxter. Inga underarter finns listade i Catalogue of Life.